# Samsala
Samsala is een plaats in de gemeente Hallsberg in het landschap Närke en de provincie Örebro län in Zweden. De plaats heeft 82 inwoners (2005) en een oppervlakte van 24 hectare.